# Coleophora treskaensis
Coleophora treskaensis é uma espécie de mariposa do gênero Coleophora pertencente à família Coleophoridae.